# St. Georgen (Strausberg)
St. Georgen war eine Kapelle mit einem Hospital und einem Friedhof in Strausberg vom 14. bis zum 19. Jahrhundert.

## Lage

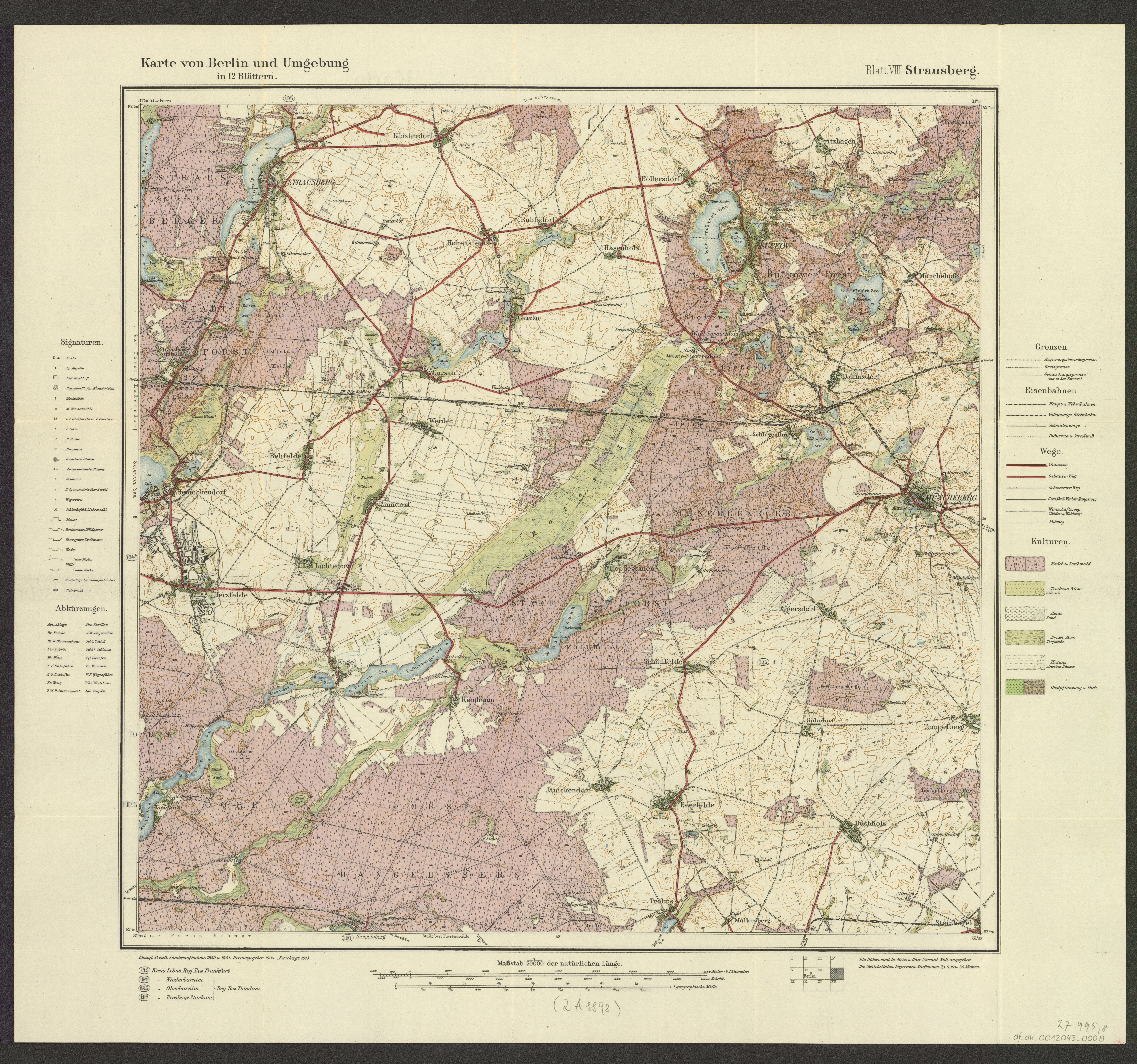
Strausberg 1913

St. Georgen befand sich südlich des Landsberger Tors dicht vor der Stadtmauer östlich der Handelsstraße nach Altlandsberg. Jetzt befindet sich dort die Straßenbahnendhaltestelle Lustgarten.
Von den Gebäuden ist nichts erhalten.

## Geschichte
Von 1329 ist die erste Erwähnung eines Hospitals für Kranke in Strausberg erhalten, denen der Rat der Stadt einen Obstgarten zusicherte. Dessen Vorsteher war der Pfarrer Engelbert. Dieses war wahrscheinlich das Hospital bei St. Georgen oder dessen Vorläufer, da weitere Einrichtungen dieser Art in Strausberg nicht bekannt sind.
1367 wurden ein Hospitalez Hof und die kercken Jorianz als Ortsangabe vor dem Landsberger Tor genannt.
1454 und 1472 war die Familie Barfus Inhaberin des Kirchlehens sant Jorgen Capelle, ob es zu dieser Zeit dort noch ein Hospital gab, ist unsicher.
Im 16. Jahrhundert stiftete der Rat der Stadt II schock für die Kapelle.
Spätestens seit dieser Zeit gab es dort wahrscheinlich ein Armenhaus bzw. wieder ein Hospital für arme und kranke Menschen, mit einem Friedhof.
1633 wurde die Anlage im Dreißigjährigen Krieg schwer verwüstet. Danach bestand zumindest der Friedhof weiter.
1829 wurde dieser stillgelegt. 1877 kaufte die Stadt das Gelände für 450 Mark und legte dort den Lustgarten als Park an. Die Georgenkapelle wurde zu einem Café umgebaut.
1970 wurde die Kapelle bei Straßenerweiterungsarbeiten abgetragen.

## Archäologische und anthropologische Untersuchungen 2004
Im Oktober 2004 wurden bei Straßenbauarbeiten im Bereich zwischen August-Bebel-Straße und der Walkmühlenstraße ein kleiner westlicher Teil des ehemaligen Georgenfriedhofs gefunden und freigelegt. Auf einer Fläche von 34 m² wurden 55 Körpergräber gefunden und anschließend anthropologisch untersucht. Diese stammten meist aus dem 16. und 17. Jahrhundert, einige aus dem 18. und frühen 19. Jahrhundert.
Die Bestatteten lagen in Rückenlage in Ost-West-Richtung, meist in zwei Lagen übereinander. Sie waren alle offenbar arm und zeigten überdurchschnittlich häufig Krankheitssymptome. Die meisten waren im vorgeschrittenen Erwachsenenalter zwischen 40 und 59 Jahren, es gab nur wenige Kinder. 78 % der Bestatteten waren Erwachsene. Es wurden doppelt so viele Männer wie Frauen festgestellt.
Bei 86 % der Bestatteten waren krankhafte Veränderungen an den Knochen zu erkennen. Dieser Prozentsatz war vergleichsweise hoch. Es fanden sich zahlreiche Mangelerkrankungen, degenerative und entzündliche Veränderungen an den Wirbeln und Krankheiten an den Zähnen wie Karies mit entzündlichen apikalen Prozessen. Einige Personen litten an besonders schweren Erkrankungen, beispielsweise an venerischer Syphilis. Es konnte ein Lepra-Verdachtsfall festgestellt werden. Ein 55 bis 65 Jahre alter Mann zeigt massive Knochenwucherungen, die als Folge einer schweren Verletzung durch Folter auf einer Streckbank gedeutet wurden.